# Само шампиони
«Само шампиони» (с болг. — «Только чемпионы») — песня болгарских исполнителей Елицы Тодоровы и Стояна Янкулова, с которой они во второй раз представляли Болгарию на конкурсе песни «Евровидение». Авторами песни являются Елица Тодорова, Стоян Янкулов и Кристиан Талев.
На национальном финале, который состоялся 3 марта 2013 года, выяснилось, что две песни имеют одинаковым количеством очков — «Късмет» и «Само шампиони». Первая выигрывала голоса зрителей и должна была представлять страну на Евровидении. Однако через несколько дней Болгарское национальное телевидение объявило, что «Късмет» отозвана из-за проблем с авторским правом. Так «Само шампиони» оказалась на международном конкурсе.
«Само шампиони» заняла 12-е место во втором полуфинале. Элица и Стоян не смогли выйти в финал и повторить свой успех с 2007 года. Позже выяснилось, что болгарская песня была на шестом месте по голосам зрителей, но последней по выбору национального жюри.